# Илияна Йотова
Илияна Малинова Йотова е българска журналистка и политик от Българската социалистическа партия (БСП), представителка на България в Европейския парламент (ЕП) от 2007 до 2017 г., вицепрезидент на Република България от 2017 г.

## Биография
Илияна Йотова е родена на 24 октомври 1964 г. Завършва българска филология с втора специалност френска в Софийския държавен университет през 1989 г. Работи като репортерка, редакторка, водеща и завеждаща дирекция „Новини и актуални предавания“ в Българската национална телевизия (1991 – 1997).
Ръководи пресцентъра на Висшия съвет на Българската социалистическа партия (ВС на БСП) от 1997 до 2007 г. Член е на ВС на БСП от 2000 г. Заместник-председател е на Градския съвет на БСП в София от януари 2006 г.
През 2005 г. е избрана за народен представител в Четиридесетото народно събрание от листата на „БСП – Обединена левица“ и е на тази длъжност до 2007 г.
След това специализира в Националното училище по администрация – Франция от 2007 г. и в Центъра по европейски науки, Страсбург. Председателства българската делегация в Парламентарната асамблея на франкофонията и е заместник-председател на парламентарната делегация в Парламентарната асамблея на Съвета на Европа (ПАСЕ).
След изборите за Европейски парламент в България през май 2007 г. е депутат в ЕП от групата на социалистите и демократите.
На президентските избори през 2016 г. се кандидатира за вицепрезидент заедно с Румен Радев. Двойката е издигната от инициативен комитет, представляван от Стефан Данаилов   На 19 януари 2017 г. Йотова и Радев полагат клетва като вицепрезидент и президент на Република България пред Народното събрание, а на 22 януари 2017 г. официално встъпват в длъжност.
Баща ѝ Малин Тодоров е бивш кмет на Сливница. През 2003 г. е убит от свой съгражданин заради имотен спор.
Владее френски и руски език. Омъжена, има един син.

### Дейност в Европейския парламент

#### Участия в комисии и делегации
Член на Комисията за вътрешен пазар и защита на потребителите (IMCO) и Комисията за граждански свободи, правосъдие и вътрешни работи (LIBE) в ЕП по време на първия си мандат като евродепутат (2007 – 2009 г.).
През втория си мандат като депутат в Европейския парламент Илияна Йотова е заместник-председател на Комисията за борба срещу организираната престъпност, корупция и пране на пари (CRIM); заместник-председател на Делегацията в Комитета за парламентарно сътрудничество ЕС – Молдова; член е на Комисията по рибно стопанство (PECH), на Комисията по петиции (PETI), на Делегация в Парламентарна асамблея Евронест (DEPA); Заместник-член е на Комисията по заетост и социални въпроси (EMPL).
Заместник-председател на Комисия по граждански свободи, правосъдие и вътрешни работи (LIBE) и на Делегацията в Парламентарния комитет по стабилизиране и асоцииране ЕС – Черна гора (D-ME). Член на Делегацията в Парламентарната асамблея на Съюза за Средиземноморието. Заместник на Комисия по регионално развитие, Комисия по правата на жените и равенството между половете и Делегацията за връзки с държавите от Магреб и Съюза на арабския Магреб (DMAG) 

#### Черно море
Една от генералните теми в работата на Илияна Йотова е свързана с Черно море и мястото на черноморския регион в морската политика на ЕС. През 2010 г. тя призовава за специално внимание върху този европейски регион.  През същата година Илияна Йотова поставя въпроса за управление на орган за черноморските рибни ресурси пред Европейската комисия и разработва самостоятелен доклад – „Настоящето и бъдещото управление на риболова в Черно море“. 
Докладът има за цел да създаде отделен консултативен съвет, тъй като до този момент липсва каквото и да било общо споразумение между шестте държави около Черно море в областта на рибарството и всички свързани с него аспекти.
При подготовката на доклада са отчетени интересите на всички държави около Черно море и всички страни са единодушни за необходимостта от неговото приемане. На 13 септември 2011 година докладът е приет от европейските депутати в Страсбург. С този акт Черно заема място в общата европейска политика по морско дело и рибарство.
| „              | Искам действително да бъде направено така, че Черно море да бъде включено в големите структурни проекти, които разработва Европейският съюз в тази област, да има достатъчно финансиране, защото ние се нуждаем от много неща, свързани с екология, с туризъм и т.н. | “ |
| Илияна Йотова, | |   |

По инициатива на Илияна Йотова на посещение в България е делегация от Комисията по рибарство на ЕП, която се запознава с Черно море и региона, с цел подпомагане реализацията на доклада. Гуидо Милана, заместник-председател на Комисията по рибно стопанство заявява, че България е постигнала „не малко с парите от предприсъединителния фонд САПАРД, но за да продължите да се развивате, трябва да се работи много по-активно по възможностите на оперативната програма“. 
Създаден е регионален консултативен съвет за Черно море, който като отделен орган ще се грижи много повече за интересите на Черноморието и неговите рибари. 

#### Задържане на български кораби
Илияна Йотова има участие за изхода от кризата с арестувания в румънски води български кораб от Балчик. Тя задава въпрос до Комисаря по морско дело и рибарство, Мария Даманаки, която отговаря. „Ако Румъния е нарушила правото на Съюза, комисията може да прибегне до всяко коригиращо действие, предвидено това право, включително и да започне процедура за нарушение съгласно разпоредбите на член 258 от Договора за функциониране на Европейския съюз, ако е необходимо“. 